# Austria Interioară
Austria Interioară (în germană Innerösterreich sau innere Länder) este numele care a fost dat teritoriului aflat la sud de Semmering, cuprinzând ducatele Stiria, Carintia, Craina și litoralul austriac. Ca unitate politică, Austria Interioară a fost o diviziune ereditară a moștenirii habsburgice 1379/1411–1457 și 1564–1619 cu reședința la Graz.
Denumirea regiunii a început să fie folosită din 1446 fiind creată pentru a deosebi această regiune de celelalte teritorii habsburgice: Austria propriu-zisă (adică Austria de deasupra râului Enns și Austria de sub râul Enns), Tirolul și Austria Anterioară.
Prin Contractul de la Neuberg încheiat pe 25 septembrie 1379 a avut loc o primă divizare a regiunii  între Linia Leopoldină și Linia  Albertină a Casei de Habsburg, conform deciziei lui Albert al III-lea și Leopold al III-lea, fiii lui Albert al II-lea. Redistribuiri teritoriale au avut loc în 1395 (la moartea lui Albert al III-lea), 1406 (la moartea lui Wilhelm cel Ambițios) și 1411 (la moartea lui Leopold al IV-lea). Primul conducător din familia de Habsburg care a  avut reședința la Graz a fost Ernest I cel de Fier, iar fiul său, împăratul Frederic al III-lea, a rezidat și el acolo de multe ori.
În cursul celei de-a doua divizări a moștenirii habsburgice din 1564 Carol al II-lea, fiul cel mic al lui Ferdinand I, a primit acest complex teritorial suveran și administrație militară proprie care avea sarcina de a proteja frontiera împotriva Imperiului Otoman. Abia în 1705 această administrație militară a fost mutată la Viena. Sistemul de control al graniței militare era organizat la Graz.
După ce arhiducele Ferdinand al III-lea al Austriei Interioare devenise în 1619 împărat sub numele Ferdinand al II-lea și respectiv suveran al Boemiei și al Austriei Inferioare, aceste teritorii au fuzionat treptat devenind imperiul Habsburgic. Totuși, până în timpul Mariei Tereza a existat un guvernator al Austriei Interioare ca autoritate intermediară locală. În Codul penal (Constitutio Criminalis Theresiana) domeniul de aplicare este indicat ca fiind „toată lumea din ținuturile noastre regale boeme, precum și din ținuturile ereditare ale Austriei Inferioare, Interioare, Superioare și Anterioare”.

## Duci / Arhiduci ai Austriei Interioare
Din Linia Leopoldină:
- Leopold al III-lea cel Drept (1351–1386), duce al Austriei, apoi al Austriei Interioare;
- Wilhelm cel Ambițios (1396–1406);[3]
- Leopold al IV-lea cel Gras (1406–1411);[3]
- Ernest cel de Fier (1411–1424);[4]
- Frederic al V-lea a moștenit în 1457 toate liniile existente ale familiei de Habsburg.[5]

Din linia habsburgică a Austriei Interioare :
- Carol al II-lea (1564–1590);[6]

- Ernest al II-lea (1590–1593), guvernator ;

- Maximilian al III-lea (1593–1595), guvernator;

- Ferdinand al II-lea a moștenit în 1590 sau 1595  toate liniile habsburgice.

Denumirea „Austria Interioară” a fost folosit de locuitorii din Vorarlberg începând din secolul al XX-lea în sensul apartenenței la vechea Austrie Superioară și la amplasarea geografică (cu înțelesul de „Austria fără Vorarlberg” sau și „Austria fără Vorarlberg și Tirol”).